# روي بورغز
روي بورغز (بالبرتغالية: Rui Fernando Nascimento Borges‏) هو لاعب كرة قدم برتغالي، ولد في 14 ديسمبر 1973 في لشبونة في البرتغال. لعب مع ألفيركا وإستريلا دا أمادورا ونادي بوافيشتا ونادي بيلينينسش.

## وصلات خارجية
- روي بورغز على موقع قاعدة بيانات كرة القدم.إي يو (الإنجليزية)